# Jeff Blackshear
Jeffrey Leon Blackshear (Fort Pierce, 29 marzo 1969 – 31 agosto 2019) è stato un giocatore di football americano statunitense che ha militato nel ruolo di offensive guard nella National Football League (NFL).

## Carriera
Nel Draft NFL 1993, Blackshear fu scelto dai Seattle Seahawks nel corso dell'ottavo giro (197º assoluto). Vi giocò fino al 1995, disputando solo la stagione 1994 come titolare in pianta stabile. In seguito passò ai Baltimore Ravens con cui in quattro annate disputò tutte le 64 partite (60 come titolare). Nel 2000 disputò tutte le 16 partite con i Kansas City Chiefs, solo una delle quali non fu come titolare. Chiuse la carriera con i Green Bay Packers nel 2002 disputando una sola gara.